# エグゼール

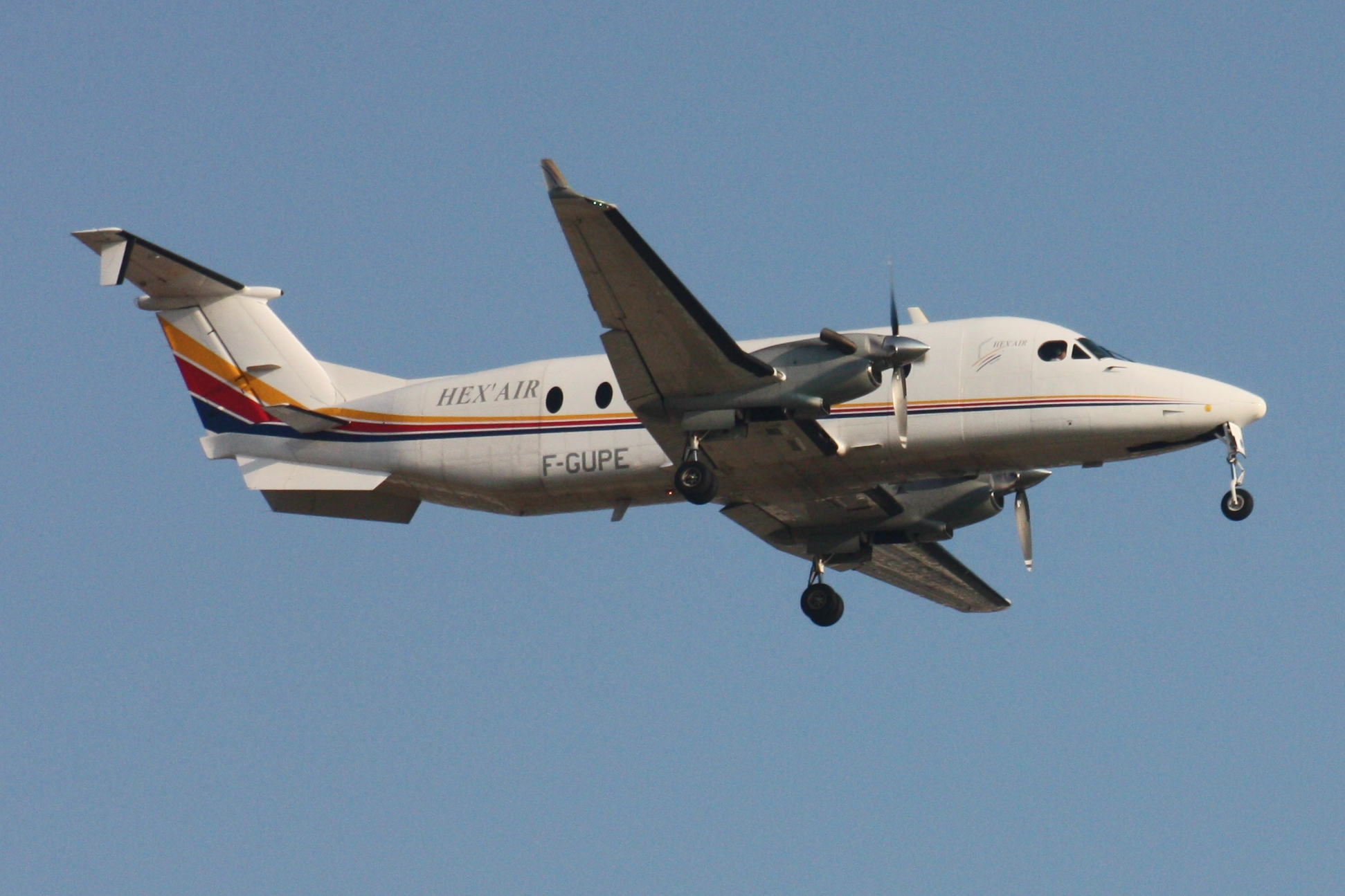
エグゼールのビーチクラフト 1900D

エグゼール (Hex'Air) はフランスのコミューター航空会社。ル・ピュイ＝アン＝ヴレのLe Puy - Loudes Airportをハブ空港とし、南フランスを中心に就航した。2017年、ツインジェットに吸収された。

## 概要
エグゼールは1991年3月30日に設立された。就航都市は次の通り。
- フランス
  - ル・ピュイ＝アン＝ヴレ
  - パリ（オルリー空港）
  - リヨン
  - カストル
  - ロデーズ

## 保有機材
- ビーチクラフト 1900D 2機
- エンブラエル ERJ 135 1機
- エンブラエル ERJ 145 1機